# Имид лития
Имид лития — неорганическое вещество с формулой Li2NH, может рассматриваться как производное аммиака. Белый порошок, реагирует с водой.

## Получение
- Имид лития с хорошим выходом получают термическим разложением амида лития:

{\displaystyle {\mathsf {2LiNH_{2}\ {\xrightarrow {400^{o}C}}\ Li_{2}NH+NH_{3}\uparrow }}}
- также его можно получить сразу взаимодействием лития и аммиака:

{\displaystyle {\mathsf {2Li+NH_{3}\ {\xrightarrow {400^{o}C}}\ Li_{2}NH+H_{2}\uparrow }}}
- Имид лития также можно получить взаимодействием амида и гидрида лития при наревании:

{\displaystyle {\mathsf {LiNH_{2}+LiH\ \xrightarrow {t} \ Li_{2}NH+H_{2}\uparrow }}}

## Физические свойства
Имид лития образует бесцветные кристаллы.
При действии солнечного света Li2NH разлагается с образованием кирпично-красной смеси нитрида и амида лития.
Имид лития не растворяется в бензоле, толуоле и эфире, но реагирует с этиловым и амиловым спиртами, пиридином, анилином, хинолином и разлагает хлороформ.
Имид лития кристаллизуется в кубической сингонии с решёткой типа CaF2, параметры ячейки а = 0,504 нм, d = 1,48 г/см³. Есть упоминание о наличии ещё одной фазы с тетрагональной решёткой (а = 0,987 нм, b = 0,970 нм, с = 0,983 нм, Z = 16; d = 1,20 г/см³).

## Химические свойства
- Имид лития при нагревании превращается в нитрид лития:

{\displaystyle {\mathsf {3Li_{2}NH\ {\xrightarrow {500^{o}C}}\ 2Li_{3}N+NH_{3}\uparrow }}}
- разлагается уже холодной водой:

{\displaystyle {\mathsf {Li_{2}NH+2H_{2}O\ {\xrightarrow {\ }}\ 2LiOH+NH_{3}\uparrow }}}
- и кислотами:

{\displaystyle {\mathsf {Li_{2}NH+3HCl\ {\xrightarrow {\ }}\ 2LiCl+NH_{4}Cl}}}
- водородом имид можно восстановить до амида:

{\displaystyle {\mathsf {Li_{2}NH+H_{2}\ \xrightarrow {250-350^{o}C} \ LiNH_{2}+LiH}}}
- под действии солнечного света Li2NH разлагается с образованием кирпично-красной смеси нитрида и амида лития:

{\displaystyle {\mathsf {2Li_{2}NH{\xrightarrow {h\nu }}\ Li_{3}N+LiNH_{2}}}}

## Применение
- Имид лития потенциально может использоваться в органическом синтезе, однако практического распространения не получил.